# 柯克 (科羅拉多州)
柯克（英語：Kirk）是位於美國科羅拉多州尤馬縣的一個人口普查指定地區。

## 地理
柯克的座標為39°36′46″N 102°35′32″W / 39.61278°N 102.59222°W，而該地最高點為海拔高度1281米（即4203英尺）。

## 人口
根據2010年美國人口普查的數據，柯克的面積為5.00平方千米，當中陸地面積為5.00平方千米，而水域面積為5.00平方千米。當地共有人口59人，而人口密度為每平方千米11人。